# Notturna di Milano

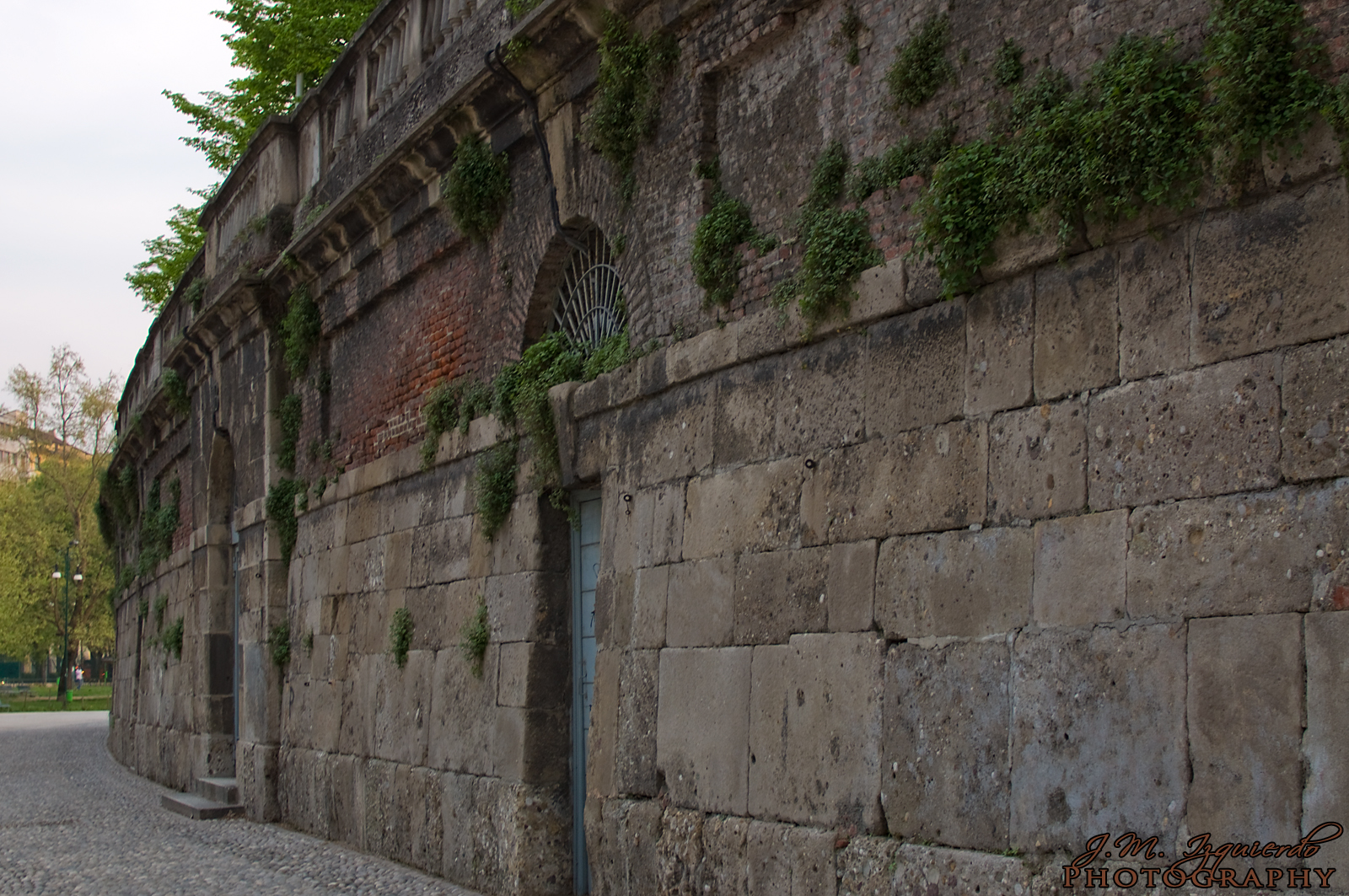
La facciata dell'Arena Civica di Milano, sede del meeting

La Notturna di Milano è stato un meeting internazionale di atletica leggera che si teneva annualmente all'Arena Civica di Milano. La prima edizione si è tenuta nel 1998, l'ultima nel 2011.

## Storia
Nei suoi primi anni di esistenza, le gare di velocità maschile furono tra gli eventi principali del meeting. Tra i tanti velocisti che hanno preso parte alla Notturna di Milano si possono annoverare i nomi degli ex primatisti mondiali dei 100 metri Donovan Bailey e Tim Montgomery.
Alla terza edizione del meeting parteciparono molti atleti di spessore, tra cui il campione olimpico Haile Gebrselassie e Dennis Mitchell mentre l'ex campione mondiale Maurice Greene, inizialmente tra i partecipanti, dovette rinunciare a causa di un infortunio. L'atleta di casa Fabrizio Donato stabilì il nuovo record italiano del salto triplo con la misura di 17,60 m (con un miglioramento di 31 cm rispetto al precedente primato di Paolo Camossi). Nello stesso anno, il meeting registrò anche la positività al test anti-doping della rumena Mihaela Melinte, primatista mondiale del lancio del martello e principale favorita per l'edizione dei Giochi olimpici di quell'anno.
Anche l'edizione 2002 vide parecchi atleti medagliati a Giochi olimpici e Mondiali prendere parte alla manifestazione.
Il meeting fu cancellato nel 2006 e l'Arena ospitò nel 2007 la finale B di Coppa Europa. La Notturna di Milano tornò nel calendario dell'atletica europea nel 2008 con un'edizione segnata dalle prestazioni di Elisa Cusma e Antonietta Di Martino e dal record nazionale nonché record del meeting della bahreinita Rakia Al-Gassra sui 100 metri piani.
Nel 2009 l'edizione del meeting fu dedicata alla memoria di Candido Cannavò (ex direttore de La Gazzetta dello Sport), che ebbe un ruolo fondamentale nella nascita della manifestazione di atletica. Nella stessa edizione gli organizzatori decisero di devolvere i profitti della vendita dei biglietti del meeting alla popolazione dell'Aquila, colpita in quell'anno da un terribile terremoto.
L'edizione 2010 vide la partecipazione del 3 volte campione europeo Christophe Lemaitre sui 100 m e della campionessa mondiale in carica Caster Semenya sugli 800 m. L'atleta sudafricana stabilì il record del meeting sulla distanza, così come Andrew Howe sui 200 metri piani fece segnare con 20"30 il nuovo primato della manifestazione, sfiorando il suo record personale sulla distanza di 20"28 datato 2004. In aggiunta alla competizione sportiva, fu assegnato il premio speciale Candido Cannavò al campione olimpico del 2004 della maratona Stefano Baldini per i successi ottenuti durante la propria carriera sportiva.

## Record del meeting[9]

### Maschili
| Specialità             | Prestazione | Atleta                                                                   | Nazione                  | Data              |
| ---------------------- | ----------- | ------------------------------------------------------------------------ | ------------------------ | ----------------- |
| 100 m piani            | 10"08       | Bernard Williams                                                         | Stati Uniti              |                   |
| 200 m piani            | 20"30       | Andrew Howe                                                              | Italia                   | 9 settembre 2010  |
| 400 m piani            | 44"83       | Leonard Byrd                                                             | Stati Uniti              | 6 giugno 2001     |
| 800 m piani            | 1'43"50     | Mohammed Aman                                                            | Etiopia                  | 18 settembre 2011 |
| 1 500 m piani          | 3'31"34     | Hicham El Guerrouj                                                       | Marocco                  |                   |
| 3 000 m piani          | 7'41"30     | Augustin Choge                                                           | Kenya                    | 18 settembre 2011 |
| 5 000 m piani          | 12'52"53    | Salah Hissou                                                             | Marocco                  | 9 giugno 2009     |
| 3 000 m siepi          | 8'11"31     | Saif Saaeed Shaheen                                                      | Qatar                    |                   |
| 110 m ostacoli         | 13"18       | Colin Jackson                                                            | Regno Unito              |                   |
| 400 m ostacoli         | 48"22       | Chris Rawlinson                                                          | Regno Unito              | 7 giugno 2000     |
| Salto in alto          | 2,28 m      | Aleksandr Šustov                                                         | Russia                   |                   |
| Salto con l'asta       | 5,70 m      | Rens Blom                                                                | Paesi Bassi              |                   |
| Salto triplo           | 17,67 m     | Jonathan Edwards                                                         | Regno Unito              |                   |
| Getto del peso         | 20,37 m     | Jurij Bilonoh                                                            | Ucraina                  |                   |
| Lancio del disco       | 67,13 m     | Virgilijus Alekna                                                        | Lituania                 |                   |
| Lancio del martello    | 80,38 m     | Nicola Vizzoni                                                           | Italia                   |                   |
| Lancio del giavellotto | 80,84 m     | Vítězslav Veselý                                                         | Rep. Ceca                | 18 settembre 2011 |
| Marcia 5 000 m (pista) | 18'38"45    | Ivano Brugnetti                                                          | Italia                   | 25 giugno 2009    |
| Staffetta 4×100 m      | 38"69       | Francesco Scuderi Alessandro Cavallaro Maurizio Checcucci Andrea Colombo | Italia Squadra nazionale |                   |

### Femminili
| Specialità             | Prestazione      | Atleta                                                         | Nazione                  | Data             |
| ---------------------- | ---------------- | -------------------------------------------------------------- | ------------------------ | ---------------- |
| 100 m piani            | 11"12 (+1,5 m/s) | Rakia Al-Gassra                                                | Bahrein                  | 2 luglio 2008    |
| 200 m piani            | 22"63            | Debbie Ferguson-McKenzie                                       | Bahamas                  |                  |
| 400 m piani            | 50"44            | Katharine Merry                                                | Regno Unito              |                  |
| 800 m piani            | 1'58"16          | Caster Semenya                                                 | Sudafrica                | 9 settembre 2010 |
| 1 500 m piani          | 4'04"01          | Nancy Langat                                                   | Kenya                    |                  |
| 5 000 m piani          | 14'36"92         | Berhane Adere                                                  | Etiopia                  | 2 giugno 2004    |
| 2 000 m siepi          | 6'04"46          | Dorcus Inzikuru                                                | Uganda                   | 1º giugno 2005   |
| 3 000 m siepi          | 9'22"29          | Justyna Bąk                                                    | Polonia                  | 5 giugno 2002    |
| 110 m ostacoli         | 12"79            | Nevin Yanıt                                                    | Turchia                  |                  |
| 400 m ostacoli         | 54"51            | Nezha Bidouane                                                 | Marocco                  |                  |
| Salto in alto          | 2,01 m           | Monica Iagăr                                                   | Romania                  | 9 giugno 1999    |
| Salto con l'asta       | 4,61 m           | Svetlana Feofanova                                             | Russia                   |                  |
| Salto in lungo         | 7,07 m           | Fiona May                                                      | Italia                   |                  |
| Salto triplo           | 14,34 m          | Fiona May                                                      | Italia                   |                  |
| Getto del peso         | 20,02 m          | Vita Pavlyš                                                    | Ucraina                  |                  |
| Lancio del disco       | 65,94 m          | Natal'ja Sadova                                                | Russia                   |                  |
| Lancio del martello    | 72,54 m          | Mihaela Melinte                                                | Romania                  |                  |
| Marcia 2 000 m (pista) | 7'56"58          | Olga Panforova                                                 | Russia                   |                  |
| Marcia 3 000 m (pista) | 11'57"80         | Erica Alfridi                                                  | Italia                   | 6 giugno 2001    |
| Staffetta 4×100 m      |                  | Francesca Cola Daniela Graglia Manuela Grillo Manuela Levorato | Italia Squadra nazionale |                  |